# Цицзян
Цицзя́н (кит. упр. 綦江, пиньинь Qíjiāng) — район городского подчинения города центрального подчинения Чунцин (КНР). Название района происходит от реки Цицзян.

## История
При империи Тан в 619 году из уезда Цзянцзинь были выделены область Нань (南州) и уезд Лунъян (隆阳县), причём их управляющие структуры размещались в одном и том же месте. В 712 году уезд Лунъян был переименован в уезд Наньчуань (南川县). При империи Северная Сун в 1053 году область была слита с уездом. В 1070 году здесь разместилась Армия умиротворения юга, и уезд перешёл в её подчинение.
При империи Юань в 1285 году структуры Армии умиротворения юга были ликвидированы, а уезд Наньчуань стал Цицзянским управлением умиротворения юга. Когда Мин Юйчжэнь поднял антимонгольское восстание, и в 1363 году основал государство Великое Ся, то Цицзянское управление умиротворения юга было преобразовано в уезд Цицзян.
В 1955 году на примыкающих друг к другу землях уезда Цицзян, уезда Наньчуань, а также уезда Тунцзы провинции Гуйчжоу был создан Горнодобывающий район Наньтун (南桐矿区).
В 1958 году уезд Цицзян перешёл под юрисдикцию Чунцина. В 1993 году Горнодобывающий район Наньтун был преобразован в район Ваньшэн (万盛区) Чунцина. Постановлением Госсовета КНР в 2011 году район Ваньшэн и уезд Цицзян были расформированы, а вместо них образован район Цицзян.

## Административно-территориальное деление
Район Цицзян делится на 5 уличных комитетов и 25 посёлков.

## Экономика
Имеются значительные запасы сланцевого газа. 